# Жаскешуський сільський округ
Жаскешу́ський сільський округ (каз. Жаскешу ауылдық округі, рос. Жаскешуский сельский округ) — адміністративна одиниця у складі Тюлькубаського району Туркестанської області Казахстану. Адміністративний центр — село Жаскешу.
Населення — 6016 осіб (2021; 5911 у 2009, 5527 у 1999, 5645 у 1989).
Станом на 1989 рік існувала Корниловська сільська рада (села Жанзаково, Жданово, Калініно, Коктерек, Корниловка, Пстелі). Пізніше село Кожамберди (колишнє село Калініно) було передано до складу Мічурінського сільського округу, село Коктерек — до складу Тюлькубаської селищної адміністрації.

## Склад
До складу округу входять такі населені пункти:
| Населений пункт    | Колишні назви | Населення, осіб (1989) | Населення, осіб (1999) | Населення, осіб (2009) | Населення, осіб (2021) |
| ------------------ | ------------- | ---------------------- | ---------------------- | ---------------------- | ---------------------- |
| Жанзаково, село    | -             | 199                    | 211                    | 185                    | 200                    |
| Жаскешу, село      | Корниловка    | 4375                   | 4169                   | 4561                   | 4694                   |
| --кошара Куаништи  | -             | -                      | -                      | -                      | 7                      |
| --окремі будинки   | -             | -                      | -                      | -                      | 10                     |
| --роз'їзд Каракші  | -             | -                      | -                      | -                      | 7                      |
| Пстелі, село       | -             | 165                    | 196                    | 166                    | 134                    |
| --Орманшар         | -             | -                      | -                      | -                      | 7                      |
| Рискул, село       | Жданово       | 906                    | 951                    | 999                    | 953                    |
| --станція Коктерек | -             | -                      | -                      | -                      | 4                      |